# Малмеди
Малмеди (на френски: Malmedy) е град в Югоизточна Белгия, окръг Вервие на провинция Лиеж. Населението му е около 11 800 души (2006).

## Известни личности
Родени в Малмеди
- Жул Бастен (1933-1996), певец